# Joanna de Bourbon
Joanna de Bourbon, fr. Jeanne de Bourbon (ur. 3 lutego 1338 w Vincennes, zm. 6 lutego 1378 w Paryżu) – delfina Francji (w latach 1350-1364), następnie królowa Francji (1364-1378), żona Karola V Mądrego.
Córka Piotra I – księcia Burbonii i Izabeli de Valois. Izabela była córką Karola de Valois i jego trzeciej żony – Mahaut de Châtillon, była więc przyrodnią siostrą króla Filipa VI Walezjusza. Ojciec Joanny (Piotr), jej dziadek (Ludwik I) i brat (Ludwik II) cierpieli na zaburzenia psychiczne.

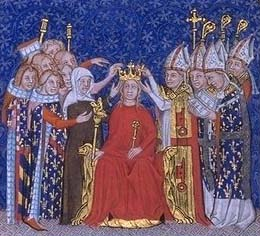
Koronacja Joanny na królową Francji

8 kwietnia 1350 roku w Tain-l’Hermitage Joanna poślubiła przyszłego króla Karola V Mądrego. Joanna również cierpiała na zaburzenia psychiczne – po urodzeniu swojego siódmego dziecka miała poważne załamanie nerwowe. Jej najstarszy syn, który przeżył dzieciństwo, Karol VI został nazwany Szalonym, ponieważ miał częste ataki schizofrenii.

## Potomstwo
Joanna i Karol V mieli dziewięcioro dzieci:
- Joanna (1357–1360),
- Jan (1359–1364),
- Bonna (1360),
- Jan (1366),
- Karol VI, król Francji (1368–1422),
- Maria (1370–1377),
- Ludwik I, książę Orleanu (1372–1407),
- Izabela (1373–1378),
- Katarzyna (1378–1388), poślubiła Jana II – diuka du Berry.